# Macronassa macromera
Macronassa macromera är en kräftdjursart som först beskrevs av Robert Alan Shoemaker 1916.  Macronassa macromera ingår i släktet Macronassa och familjen Lysianassidae. Inga underarter finns listade i Catalogue of Life.